# Dylan
Dylan(ディラン）は、プログラミング言語の一種。Apple Computerが次世代プログラミング言語を目指し、オブジェクト指向、関数型言語、動的言語、データ抽象化/隠蔽などを取り入れて開発した言語。名称の由来はDynamic Language（動的言語）から。
アップルコンピュータ社でMacintosh Common Lisp(英語版)等を担当していたチームが設計にあたり、そのためCommon Lispの影響を色濃く受け継いでいる。
当初「Ralph（ラルフ）」という開発コード名で呼ばれ、Apple Newtonに搭載する予定で開発されていたが、想定しているプログラミングの動的化や、それに付随するガベージコレクション機能等を実現する為には多大な処理能力が必要とされ、ニュートンに搭載する予定のチップでは実現できないことが解り、ニュートンにはNewtonScriptが搭載される事となり、Dylanは採用されなかった。
後に、開発者向けにApple Dylan Technology Release 1（テクノロジーリリース）として販売したが、アップルコンピュータの組織再編とともにプロジェクトは解散した。
Dylanは、汎用コンピュータ言語となるために、言語仕様の根幹の部分をStandard Dylan(標準Dylan)、アップルコンピュータが拡張した部分をApple Dylan Language Extensions（アップルディラン言語拡張）として分離していた。